# أندري ميخائيلوفيتش تروفيموف
أندري ميخائيلوفيتش تروفيموف (2 يوليو 1985 - ) هو لاعب كرة قدم روسي في مركز الوسط. لعب مع نادي سيسكا موسكو وFC Neftekhimik Nizhnekamsk ‏ وFC Oryol ‏ وFC Alnas Almetyevsk ‏ وFC Zenit-2 Saint Petersburg ‏.

## وصلات خارجية
- أندري ميخائيلوفيتش تروفيموف على موقع Soccerway.com (الإنجليزية)